# Internado (película)
Internado es una película argentina en blanco y negro dirigida por Héctor Basso y Carlos de la Púa sobre guion de este último escrito en colaboración con Carlos Muñoz que se estrenó el 25 de septiembre de 1935 y que tuvo como protagonistas a Tulia Ciámpoli, Irma Córdoba, Gloria Ferrandiz y Florindo Ferrario.

## Sinopsis
Un estudiante deja la medicina para dedicarse al canto y su novia se enamora de su hermano.

## Reparto
Participaron del filme los siguientes intérpretes:
- Juan Vítola
- Francisco Audenino
- Tulia Ciámpoli
- Irma Córdoba
- Ricardo de Rosas
- Gloria Ferrandiz
- Florindo Ferrario
- Roberto Páez
- Juan Vítola
- Las Jackson Girls

## Comentario
La crónica del diario La Razón expresó:

"El asunto...no alcanza a definirse en ningún momento con características aceptables ...no llega a ser lo que se llama, con propiedad de términos, un film"

## Litigio
Una semana después de ser estrenada un juez ordenó el secuestro de todas las copias del filme a pedido del autor Carlos Muñoz que invocó que en la realización se hicieron modificaciones que afectaron en forma negativa su argumento, pero en noviembre otro juez revocó aquella orden y la película volvió a exhibirse.